# Cucuta, Alba
Cucuta este un sat în comuna Ceru-Băcăinți din județul Alba, Transilvania, România.